# Kabalo
Kabalo – miasto w Demokratycznej Republice Konga, w prowincji Tanganika.